# Betta coccina
Betta coccina è un piccolo pesce d'acqua dolce appartenente alla famiglia Osphronemidae.

## Distribuzione e habitat
Questa specie è diffusa in Asia, nelle acque dolci di Malaysia e Indonesia.

## Descrizione
Assai simile a Betta burdigala e Betta miniopinna, presenta un corpo snello e allungato, poco compresso ai fianchi, muso rivolto verso l'altro, pinne allungate e appuntite. Il maschio ha un'interessante livrea, con fondo variabile dal bruno al rosso vivo, con le squame orlate di bruno: lungo i fianchi appare una chiazza verde metallizzata, di dimensioni variabili (in alcuni esemplari occupa l'intero fianco). Le pinne sono rosso vivo, spesso screziate e striate di verde metallico, ad eccezione delle pinne penviche, scure fino al nero). La femmina ha una colorazione bruno-rosata, dorso scuro, ventre chiaro: lungo i fianchi si alternano 2 linee chiare e due linee brune. Le pinne sono rosse. I giovani presentano la medesima colorazione.

Raggiunge una lunghezza massima di 5,5 cm.

## Riproduzione
Il maschio costruisce un nido di bolle, spesso fissato a piante galleggianti e tronchi affioranti. Il corteggiamento prevede parate del maschio che a pinne spiegate cerca di impressionare la femmina, rincorse, a volte morsi tra i due, fino al momento dell'accoppiamento vero e proprio. La femmina si posiziona supina e viene circondata, quasi in un abbraccio, dal maschio, in modo che possa espellere le uova con un leggero tremolio del corpo. Immediatamente il maschio provvede ad emettere sperma per fecondarle, prestando attenzione di raccogliere con la bocca quelle eventualmente cadute o disperse tra le sue pinne e depositarle tra le bolle. Dopo questo veloce atto, per alcuni stanti i due riproduttori si lasciano cadere come stremati verso il fondo, per riprendersi subito dopo e ripetere un veloce corteggiamento e di nuovo un'altra fecondazione. Terminata la deposizione, la femmina è scacciata dal maschio che si occuperà per i primi giorni della cura del nido, rimuovendo le uova non fecondate e raccogliendo quelle che cascano, rimpolpando il nido di nuove bolle. Dopo la schiusa il maschio continua a curare i piccoli avannotto, sorvegliandoli fino a quando non riescono a nuotare e muoversi indipendentemente.

## Acquariofilia
Poco diffusa in commercio, è allevata da appassionati.